# New Jersey
New Jersey [nuːˈdʒɝzi] ⓘ AE ist ein US-Bundesstaat im Nordosten der Vereinigten Staaten und Teil der Mittelatlantikstaaten. Nach Rhode Island, Delaware und Connecticut ist er der viertkleinste Bundesstaat und zugleich der mit der größten Bevölkerungsdichte, aufgrund seiner zentralen Lage in der Northeast Megalopolis, dem bevölkerungsreichsten Siedlungsraum der USA. Nach einer Schätzung des U.S. Census Bureau aus dem Jahr 2024 ist er mit über 9,5 Millionen Einwohnern der elftbevölkerungsreichste Bundesstaat. Er grenzt im Nordwesten, Norden und Nordosten an den Bundesstaat New York, im Osten, Südosten und Süden an den Atlantischen Ozean, im Westen an den Delaware River und Pennsylvania und im Südwesten an die Delaware Bay und Delaware. New Jersey wurde nach der britischen Kanalinsel Jersey benannt. Bekannt ist der Bundesstaat außerdem unter dem Beinamen The Garden State (Der Gartenstaat).
Die Hauptstadt von New Jersey ist das am Delaware River an der Grenze zu Pennsylvania gelegene Trenton. Die größte Stadt ist Newark (311.549 Einwohner), die Teil der Metropolregion New York ist, deren Gebiete westlich des Hudson Rivers alle zu New Jersey gehören. Auch große Teile der Metropolregion von Philadelphia (Pennsylvania) fallen auf das Gebiet von New Jersey.
Als Teil der ehemaligen Dreizehn Kolonien ist New Jersey ein historisch sehr bedeutsamer Staat, der 1787 als dritte Kolonie die US-Verfassung anerkannte und der Union beitrat und als erster Bundesstaat die Bill of Rights ratifizierte. Nach dem Bürgerkrieg entwickelte sich New Jersey zu einem wichtigen Produktionszentrum und einem führenden Ziel für Einwanderer und trug dazu bei, die industrielle Revolution in den USA voranzutreiben. New Jersey war Schauplatz zahlreicher industrieller, technologischer und kommerzieller Innovationen, einschließlich der ersten Stadt (Roselle), die mittels Elektrizität beleuchtet wurde, die erste Glühbirne und die erste Dampflokomotive. Seit Beginn des 21. Jahrhunderts hat sich die Wirtschaft des Staates stark diversifiziert und umfasst wichtige Sektoren wie Biotechnologie, Pharmazie, Informationstechnologie, Finanzen und Tourismus, und er hat sich zu einem Epizentrum für Logistik und Vertrieb an der Atlantikküste entwickelt, was auch der unmittelbaren Nähe zu New York City und Philadelphia zu verdanken ist. Der Port Newark-Elizabeth Marine Terminal war der weltweit erste Containerhafen und ist heute einer der größten der Welt. 24 Fortune 500-Unternehmen haben hier ihren Hauptsitz, darunter der Pharmakonzern Johnson & Johnson und die Versicherung Prudential Financial.
New Jersey bleibt ein wichtiges Ziel für Einwanderer und ist die Heimat einer der ethnisch vielfältigsten und multikulturellsten Bevölkerungsgruppen der Welt. Außerdem zählt der Garden State zu den wohlhabendsten Staaten der USA mit dem landesweit höchsten mittleren Haushaltseinkommen.

## Geografie

### Fläche, Lage und Überblicksangaben

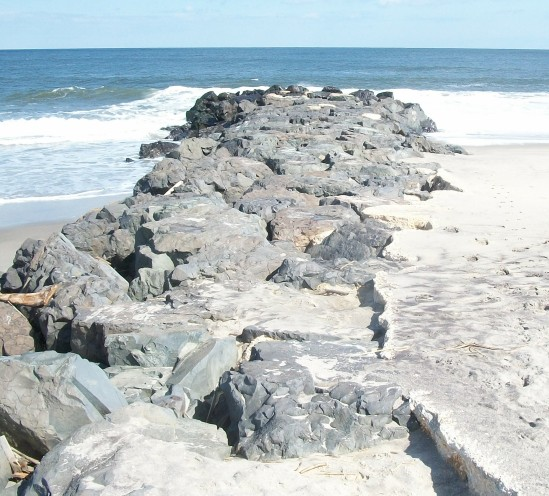
Blick auf den Atlantischen Ozean bei Sea Bright, New Jersey

New Jersey hat eine Gesamtfläche von 22.588 km², wovon 3377 km² auf Gewässer entfallen. Der Staat grenzt im Norden und Nordosten an New York, wo teilweise der Hudson River eine natürliche Grenze bildet. An seiner breitesten Stelle  ist er 112 km und in der Länge 267 km lang. Im Westen wird New Jersey vollständig durch den Delaware River von den Staaten Pennsylvania und Delaware getrennt. Im Süden, in der Delaware-Bucht, und im Osten hat New Jersey Anteile am Atlantik.
Der Staat hat in etwa die Form von Kopf und Oberkörper eines Menschen, dessen Haupt leicht nach vorne gebeugt ist. Von diesem Bild ausgehend ist der Kopf, also der Norden des Landes, die Region mit den größeren Erhebungen in einem ansonsten flachen Land. Hier im Großen-Appalachen-Tal (auch Kittatinny-Tal), das sich vom Staat Alabama bis zum Hudson River erstreckt, befindet sich an der Grenze zum Staat New York der High Point, New Jerseys höchster Berg, der mit 550 Metern die durchschnittliche Landeshöhe um mehr als das Siebenfache übersteigt.
Der Osten des Landes, das Einzugsgebiet des Hudson und der größten US-amerikanischen Millionenstadt New York City, ist dicht besiedelt. Jener Ballungsraum in Form eines Kopfes westlich des Hudson umfasst mit Newark, Jersey City, Paterson und Elizabeth alle vier Großstädte des Landes und vereint 80 % der Wohnbevölkerung.
Südlich davon beginnt die Atlantische Küstenebene, die auf einer Länge von mehr als 200 km mit ihren zahlreichen Seebädern ein beliebtes Urlaubsziel darstellt. Der Küstenstreifen ist insbesondere im nördlichen und dann wieder im südlichen Teil mit ihren zahlreichen sich aneinanderreihenden Mittelstädten relativ stark bevölkert. Größte Städte entlang der Küste sind Long Branch im Norden sowie das für den Fremdenverkehr bedeutsame Atlantic City im Süden.
Im Landesinneren bis in den südlichen Teil prägen dichte Wälder das Bild des Staates. Bekanntes und populäres Reiseziel in dieser Region sind die Pine Barrens, die unter Naturschutz stehen und denen der Mythos des Jersey Devil anhaftet.

### Gliederung
- Liste der Countys in New Jersey

## Bevölkerung

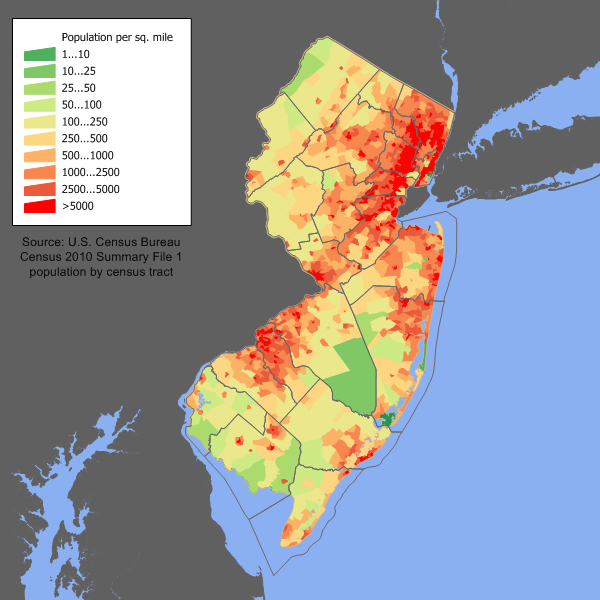
Karte der Bevölkerungsdichte von New Jersey

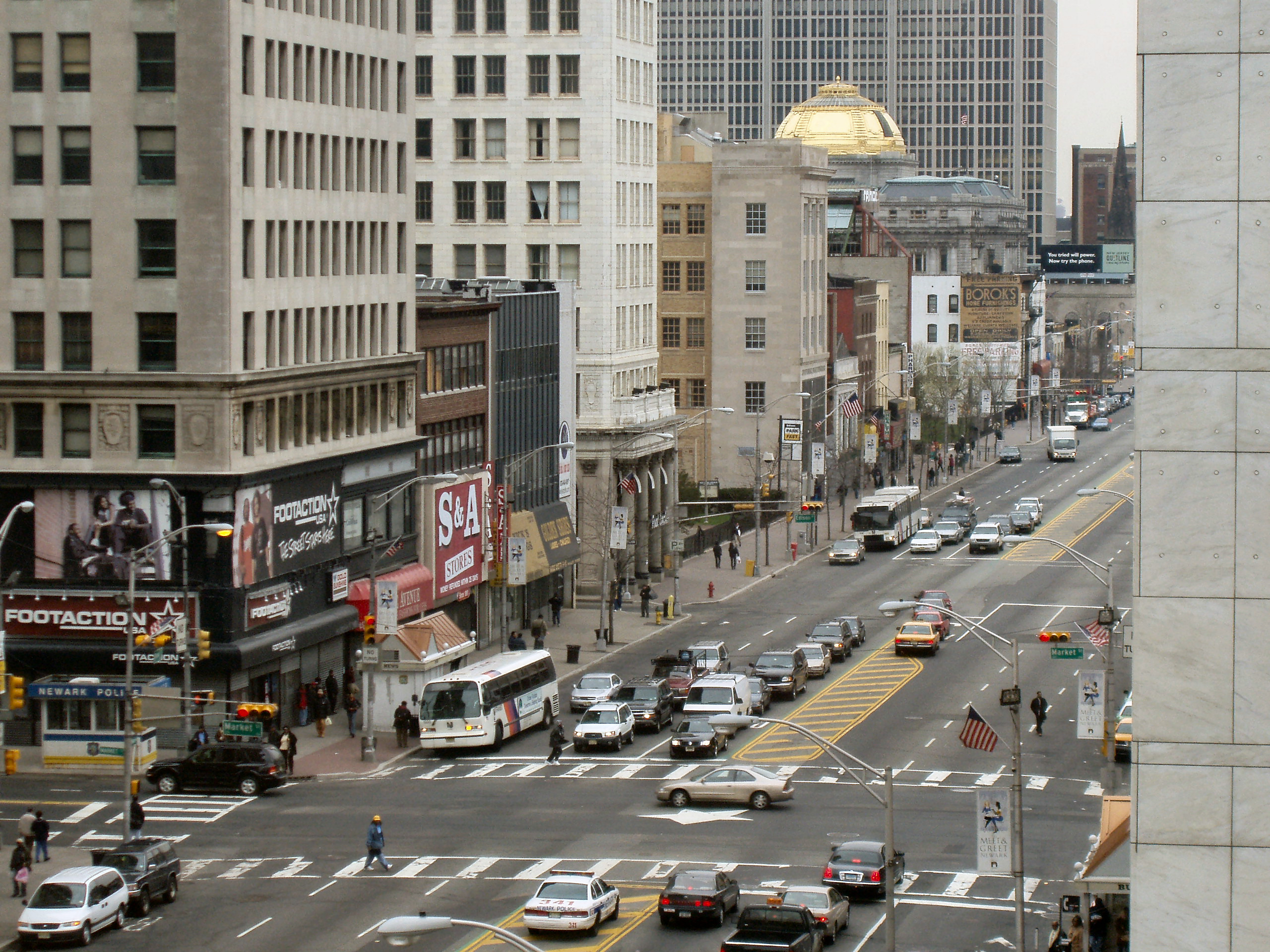
Newark

Die Einwohner von New Jersey werden umgangssprachlich „New Jerseyans“ oder „New Jerseyites“ genannt.
New Jersey hat 9.288.994 Einwohner (Stand: 2020), davon sind 69,6 % Weiße, 15,6 % Latinos, 13,6 % Afroamerikaner, 7,5 % Asiaten und 0,2 % Hawaiianer oder von anderen Pazifikinseln (Stand 2008).
2005 waren 1,9 Millionen, d. h. 19,2 % aller Einwohner außerhalb der Vereinigten Staaten geboren. Nach den Angaben des United States Census Bureau ist New Jersey nach Maryland der zweitreichste Bundesstaat.

### Alters- und Geschlechterstruktur
Die Altersstruktur von New Jersey setzt sich folgendermaßen zusammen:
- bis 18 Jahre: 2.089.653 (24,0 %)
- 18–64 Jahre: 5.509.302 (63,1 %)
- ab 65 Jahre: 1.125.605 (12,9 %)

Das Medianalter beträgt 38,2 Jahre.
48,8 % der Bevölkerung sind männlich und 51,2 % sind weiblich.

### Abstammung
18,1 % der Einwohner sind italienischer Abstammung und stellen damit die größte Fraktion. Es folgen die Gruppen der Irisch- (16,1 %), Deutsch- (15,7 %), Polnisch- (6,7 %) und Englischstämmigen (6,0 %). Zu den unter 1 % ausmachenden Indianern gehört auch die vom Bundesstaat als indigen anerkannte Ramapough Lenape Nation, die aus indianischen und europäischen Vorfahren hervorging.

### Größte Städte
| Ort         |             |  |         | Einwohner |
| Newark      | Newark      |  | 311.549 | 311.549   |
| Jersey City | Jersey City |  | 292.449 | 292.449   |
| Paterson    | Paterson    |  | 159.732 | 159.732   |
| Elizabeth   | Elizabeth   |  | 137.298 | 137.298   |
| Trenton     | Trenton     |  | 90.871  | 90.871    |
| Clifton     | Clifton     |  | 90.296  | 90.296    |
| Camden      | Camden      |  | 71.791  | 71.791    |
| Bayonne     | Bayonne     |  | 71.686  | 71.686    |
| Passaic     | Passaic     |  | 70.537  | 70.537    |
| East Orange | East Orange |  | 69.612  | 69.612    |
| Union City  | Union City  |  | 68.589  | 68.589    |
| Vineland    | Vineland    |  | 60.780  | 60.780    |
| Hoboken     | Hoboken     |  | 60.419  | 60.419    |
| Census 2020 |             |  |         |           |

## Geschichte

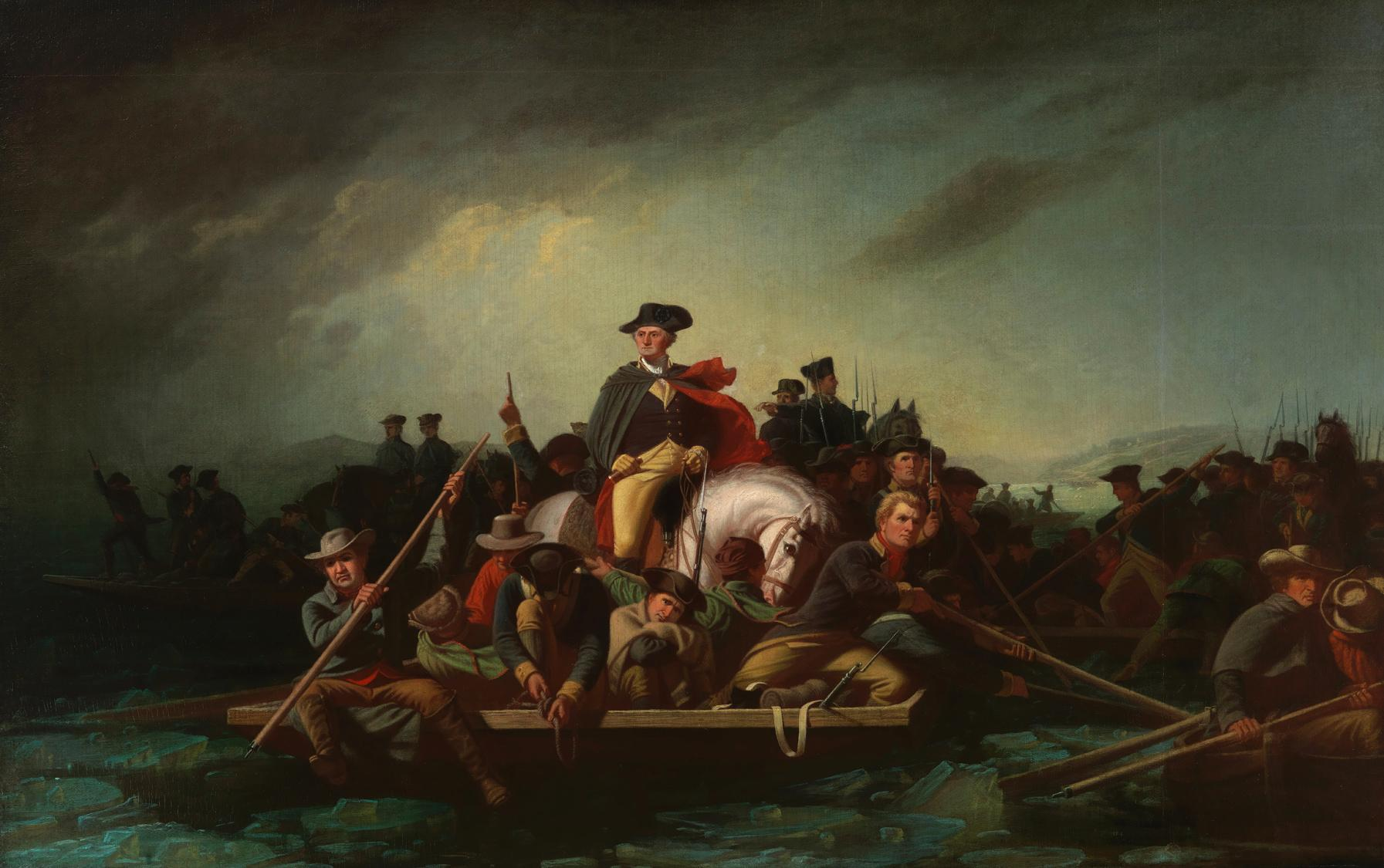
George Washington überquert den Delaware River während des Unabhängigkeitskrieges.

Das Gebiet von New Jersey war ursprünglich Siedlungsgebiet der Lenni Lenape (Munsee) und anderer kleinerer Stämme wie der Hackensack, Haverstraw, Navasink, Raritan und Wappinger. Das heutige New Jersey wurde ab 1609 in Form erster niederländischer Siedlungen auch von Europäern besiedelt und bildete anfangs mit dem heutigen Staat New York die niederländische Kolonie Neuniederland.
Die ansässigen indianischen Stämme hatten sich nach einem Massaker in Pavonia durch Gouverneur Willem Kieft im Wappinger-Krieg (1643–1645) gegen Neuniederland und seine Unterstützer (Mahican, Mohawk und englische Siedler) verbündet. Dieser Krieg war einer der blutigsten und grausamsten Ausrottungskriege gegen die Indianer. Zusammen mit ihren Alliierten hatten die Wappinger über 1.600 tote Stammesangehörige zu beklagen. Im August 1644 wurde in Fort Orange ein Friedensvertrag unterzeichnet, in dem die unterlegenen Wappinger und Metoac-Stämme verpflichtet wurden, einen jährlichen Tribut in Form von Wampum an die Mahican zu zahlen. Die Mahican und Mohawk hatten keine eigenen Verluste zu beklagen und der Vertrag von Fort Orange versetzte sie in die Lage, den Wampum-Handel im Westen Long Islands und am unteren Hudson zu kontrollieren.
Als die Regierung in den Niederlanden von Kiefts Politik und den Massakern Kenntnis erhielt, wurde er 1647 abgelöst und zu seinem Nachfolger bestimmten sie Petrus Stuyvesant. Die Jahre Nieuw Nederlands waren jedoch gezählt, denn die niederländische Kolonie wurde 1664 von England kampflos übernommen. Zu Ehren des Herzogs von York, ihres künftigen Königs, nannten die Briten ihre neue Kolonie New York.
Im Gebiet des heutigen New Jersey wurden zwei proprietäre Lordschaften (im Besitz der Lord Proprietors) gebildet, East Jersey und West Jersey. 1702 wurden East und West Jersey zu einer Kronkolonie vereinigt und Edward Hyde, 3. Earl of Clarendon zum ersten Gouverneur der Province of New Jersey ernannt. Während des Amerikanischen Unabhängigkeitskrieges war New Jersey Schauplatz von etwa 100 Schlachten, darunter Trenton 1776, Princeton 1777 und Monmouth 1778.
Schon 1776 wurde die erste Verfassung von New Jersey verabschiedet, die allen Einwohnern ab einem bestimmten Besitzniveau das Wahlrecht garantierte. Somit konnten männliche Weiße und Schwarze sowie Witwen wählen, nicht jedoch verheiratete Frauen, da sie kein Eigentum besitzen durften. Für New Jersey unterzeichneten am 4. Juli 1776 Richard Stockton, John Witherspoon, Francis Hopkinson, John Hart und Abraham Clark 1776 die Unabhängigkeitserklärung der Vereinigten Staaten.
New Jersey war kurze Zeit Sitz der ersten aus dem Kontinentalkongress hervorgegangenen Regierung der Vereinigten Staaten, 1783 in Princeton und 1784 in Trenton. Als einer der 13 Originalstaaten trat New Jersey 1787 als dritter Staat der Union bei. 1804 wurde in New Jersey als letztem nördlichen Bundesstaat die schrittweise Abschaffung der Sklaverei beschlossen. Im Jahr 1844 wurde die zweite Staatsverfassung ratifiziert; die aktuelle Verfassung des Landes stammt aus dem Jahr 1947.

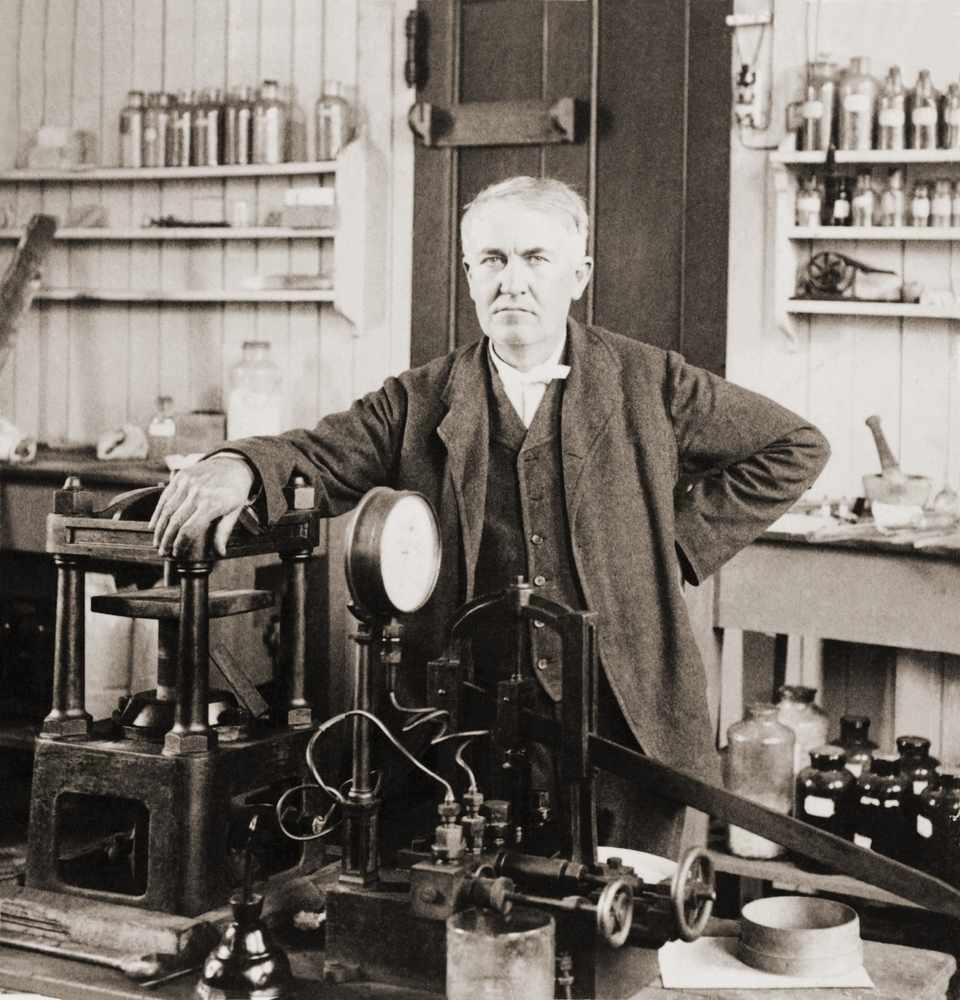
Thomas Edison in seinem Forschungslabor in East Orange, New Jersey

Nach dem Bürgerkrieg, der an New Jersey weitgehend vorüberging, fasste die industrielle Revolution Fuß im Land. Bis dahin war New Jersey weitgehend ländlich geprägt. Die Landwirtschaft war jedoch wegen ungünstiger Bodenverhältnisse zu keinem Zeitpunkt sehr ertragreich. Persönlichkeiten wie Thomas Edison, der lange in Menlo Park tätig war, trugen zu dem industriellen Wachstum erheblich bei.
Auch das Wachstum der aufstrebenden Metropolen New York und Philadelphia wirkte sich ab etwa 1870 positiv auf New Jersey aus. Zwar liegen beide Städte in benachbarten Bundesstaaten, beide jedoch jeweils unmittelbar an der Bundesstaatsgrenze, so dass deren wirtschaftliches und demographisches Wachstum auch auf New Jersey ausstrahlte. Heute liegt fast die Hälfte der Metropolregion New York in New Jersey, was auch bedeutet, dass dort, also im Nordosten, der wichtigste Bevölkerungsschwerpunkt des Landes liegt.

## Sehenswürdigkeiten

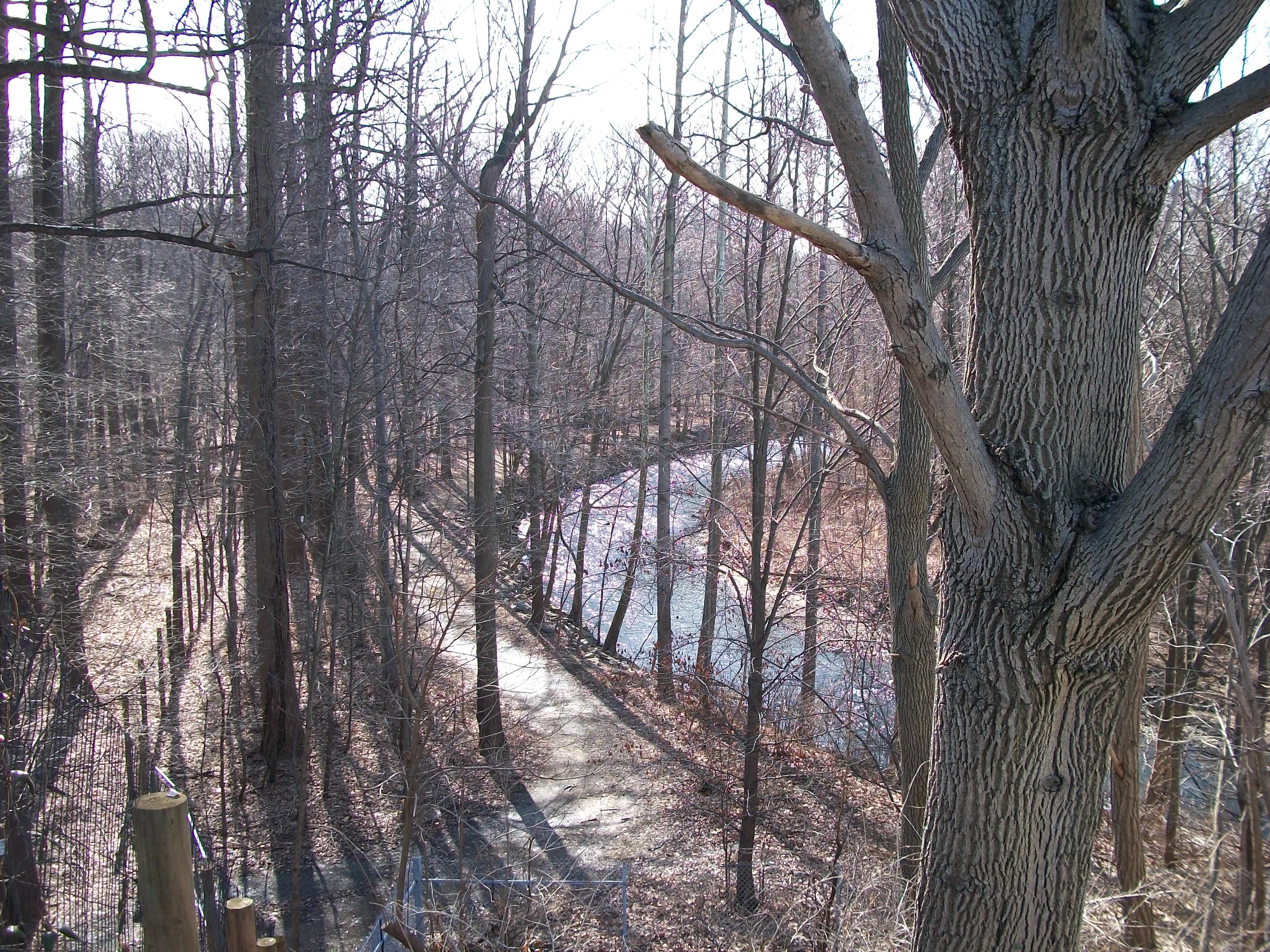
Ein Teil des Frelinghuysen Arboretums im Winter

- Burlington County Prison-Museum: Im Burlington County, im Mount Holly Township, befindet sich das historische ehemalige Gefängnisgebäude 'Burlington County Prison', das 1811 errichtet wurde. Das ehemalige Gefängnis ist zu einem Museum umfunktioniert.
- George Griswold Frelinghuysen Arboretum

## Politik
| Jahr | Demokraten       | Republikaner     |
| ---- | ---------------- | ---------------- |
| 2024 | 51,8 % 2.220.713 | 45,9 % 1.968.215 |
| 2020 | 57,3 % 2.608.335 | 41,4 % 1,883,274 |
| 2016 | 55,0 % 2.148.278 | 41,0 % 1.601.933 |
| 2012 | 58,3 % 2.126.610 | 40,5 % 1.478.749 |
| 2008 | 57,1 % 2.215.422 | 41,6 % 1.613.207 |
| 2004 | 52,9 % 1.911.430 | 46,2 % 1.670.003 |
| 2000 | 56,1 % 1.788.850 | 40,3 % 1.284.173 |
| 1996 | 53,7 % 1.652.329 | 35,9 % 1.103.078 |
| 1992 | 43,0 % 1.436.206 | 40,6 % 1.356.865 |
| 1988 | 42,6 % 1.320.352 | 56,2 % 1.743.192 |
| 1984 | 39,2 % 1.261.323 | 60,1 % 1.933.630 |
| 1980 | 38,6 % 1.147.364 | 52,0 % 1.546.557 |
| 1976 | 47,9 % 1.444.653 | 50,1 % 1.509.688 |
| 1972 | 36,8 % 1.102.211 | 61,6 % 1.845.502 |
| 1968 | 44,0 % 1.264.206 | 46,1 % 1.325.467 |

### Entwicklung zur Vorherrschaft der Demokraten
New Jersey, früher ein Swing State, ist ähnlich wie Connecticut zu einem demokratisch dominierten Staat geworden.
Auf bundesstaatlicher Ebene wurde 2009 der Republikaner Chris Christie zum neuen Gouverneur gewählt und 2013 mit einer deutlichen Mehrheit im Amt bestätigt. Bei der Wahl 2018 wurde er durch den Demokraten Phil Murphy abgelöst. Die Schwerpunkte der Demokraten sind die großen Industriestädte Newark und Jersey City im Großraum New York, da hier eine ihrer klassischen Zielgruppen, die Arbeiterschaft mit Mittel- und Unterschicht und ethnische Minderheiten, sehr stark vertreten sind. New Jersey verfügt bei Präsidentschaftswahlen über 14 Wahlmännerstimmen.
Im US-Senat wird der Staat von den Demokraten Andy Kim und Cory Booker vertreten. Dem Repräsentantenhaus der Vereinigten Staaten gehören im 119. Kongress drei Republikaner und neun Demokraten aus New Jersey an.
Im Dezember 2007 wurde mit der demokratischen Mehrheit beider Kammern der New Jersey Legislature (Senat und Abgeordnetenhaus) die Abschaffung der Todesstrafe beschlossen.

### Gouverneure
- Liste der Gouverneure von New Jersey
- Liste der Vizegouverneure von New Jersey

### Kongress
- Liste der US-Senatoren aus New Jersey
- Liste der Mitglieder des US-Repräsentantenhauses aus New Jersey

### Mitglieder im 119. Kongress
|  | Name                              | Mitglied seit | Parteizugehörigkeit |
|  | --------------------------------- | ------------- | ------------------- |
|  | Donald W. Norcross                | 2014          | Demokraten          |
|  | Jefferson „Jeff“ H. Van Drew      | 2019          | Republikaner        |
|  | Herb Conaway                      | 2025          | Demokraten          |
|  | Christopher Henry „Chris“ Smith   | 1981          | Republikaner        |
|  | Joshua S. „Josh“ Gottheimer       | 2017          | Demokraten          |
|  | Frank Joseph Pallone Jr.          | 1988          | Demokraten          |
|  | Thomas Kean Jr.                   | 2023          | Republikaner        |
|  | Rob Menendez                      | 2023          | Demokraten          |
|  | Nellie Pou                        | 2025          | Demokraten          |
|  | LaMonica McIver                   | 2024          | Demokraten          |
|  | Rebecca Michelle „Mikie“ Sherrill | 2019          | Demokraten          |
|  | Bonnie M. Watson Coleman          | 2015          | Demokraten          |

|  | Name                | Mitglied seit | Parteizugehörigkeit |
|  | ------------------- | ------------- | ------------------- |
|  | Andy Kim            | 2024          | Demokraten          |
|  | Cory Anthony Booker | 2013          | Demokraten          |

## Wirtschaft und Infrastruktur

### Wirtschaftsstruktur
New Jersey ist einer der führenden Industriestaaten der Vereinigten Staaten. Die Wirtschaftsleistung New Jerseys betrug im Jahre 2016 581 Milliarden USD, womit es die acht-höchste Wirtschaftsleistung der Bundesstaaten der USA hatte und einen Anteil von 3,15 % an der gesamten amerikanischen Wirtschaft hielt. Als eigenes Land gezählt, wäre die Wirtschaftsleistung von New Jersey ungefähr so groß wie die von Argentinien. Das reale Bruttoinlandsprodukt pro Kopf (engl. per capita real GDP) lag im Jahr 2016 bei 64.970 US-Dollar (nationaler Durchschnitt der 50 US-Bundesstaaten: 57.118 US-Dollar; nationaler Rangplatz: 8).
Von Bedeutung sind unter anderem:
- Elektronikindustrie
- Bekleidungsindustrie
- Stahlproduktion
- Schiff- und Maschinenbau.

Die Landwirtschaft ist hoch entwickelt. An der dünenbesetzten Nehrungsküste bildet der Tourismus einen wichtigen Wirtschaftsfaktor. New Jersey hat eine führende Stellung in der Forschung der Vereinigten Staaten (Princeton u. a.).
Die Arbeitslosenquote lag im November 2017 bei 5,1 % (Landesdurchschnitt: 4,1 %).

### Verkehr

#### Straßenverkehr

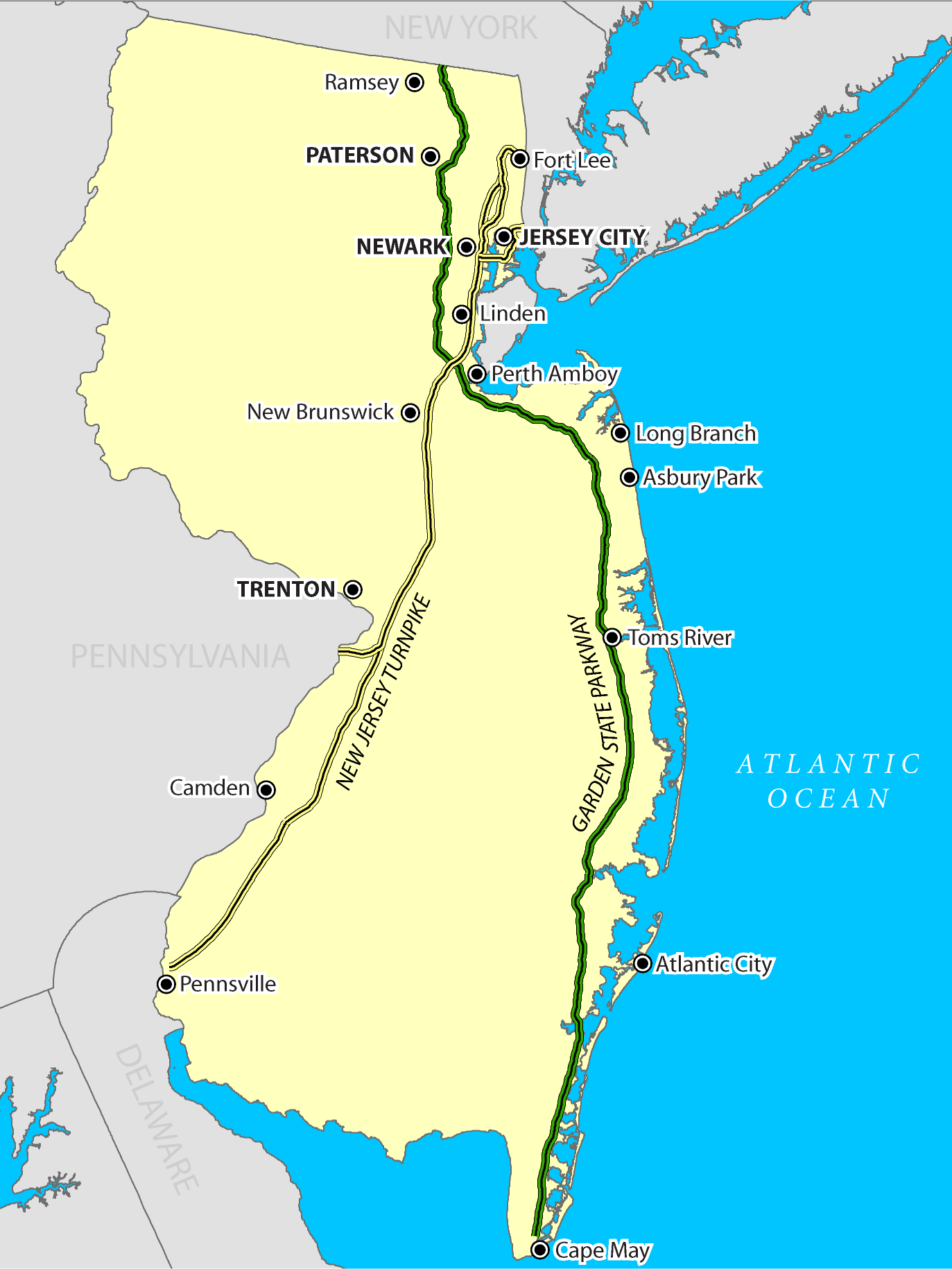
Lage des New Jersey Turnpike und des Garden State Parkway

New Jersey besitzt ein dichtes Netz von Freeways, Interstate Highways und anderen Schnellstraßen, von denen einige gebührenpflichtig sind. Bereits Ende der 1920er Jahre wurden mit der Route 1 Extension und dem Pulaski Skyway zwei der ersten kreuzungsfreien Schnellstraßen der Vereinigten Staaten gebaut. Bekannt ist insbesondere der zu Anfang der 1950er Jahre gebaute, gebührenpflichtige New Jersey Turnpike, der in einigen Abschnitten bis zu 14 reguläre Fahrspuren aufweist.

#### Luftverkehr
Der Newark Liberty International Airport ist ein internationaler Verkehrsflughafen in Newark und war der erste größere Flughafen in der unmittelbaren Nähe von New York City. Weitere überregional bedeutende Flughäfen sind der Atlantic City International Airport sowie der Trenton-Mercer Airport.

### Bildung
Die wichtigste staatliche Universität ist die Rutgers University. Die bekanntesten Privathochschulen sind die Princeton University und die Fairleigh Dickinson University. Weitere Hochschulen sind in der Liste der Universitäten in New Jersey verzeichnet.